# Setipinna
Setipinna is een geslacht der straalvinnige vissen in de familie van Ansjovissen (Engraulidae), uit de orde van haringachtigen (Clupeiformes).

## Enkele soorten
- Setipinna breviceps (Cantor, 1849)
- Setipinna brevifilis (Valenciennes, 1848)
- Setipinna melanochir (Bleeker, 1849)
- Setipinna paxtoni Wongratana, 1987
- Setipinna phasa (Hamilton, 1822)
- Setipinna taty (Valenciennes, 1848)
- Setipinna tenuifilis (Valenciennes, 1848)
- Setipinna wheeleri Wongratana, 1983